# Мерцающая туманность

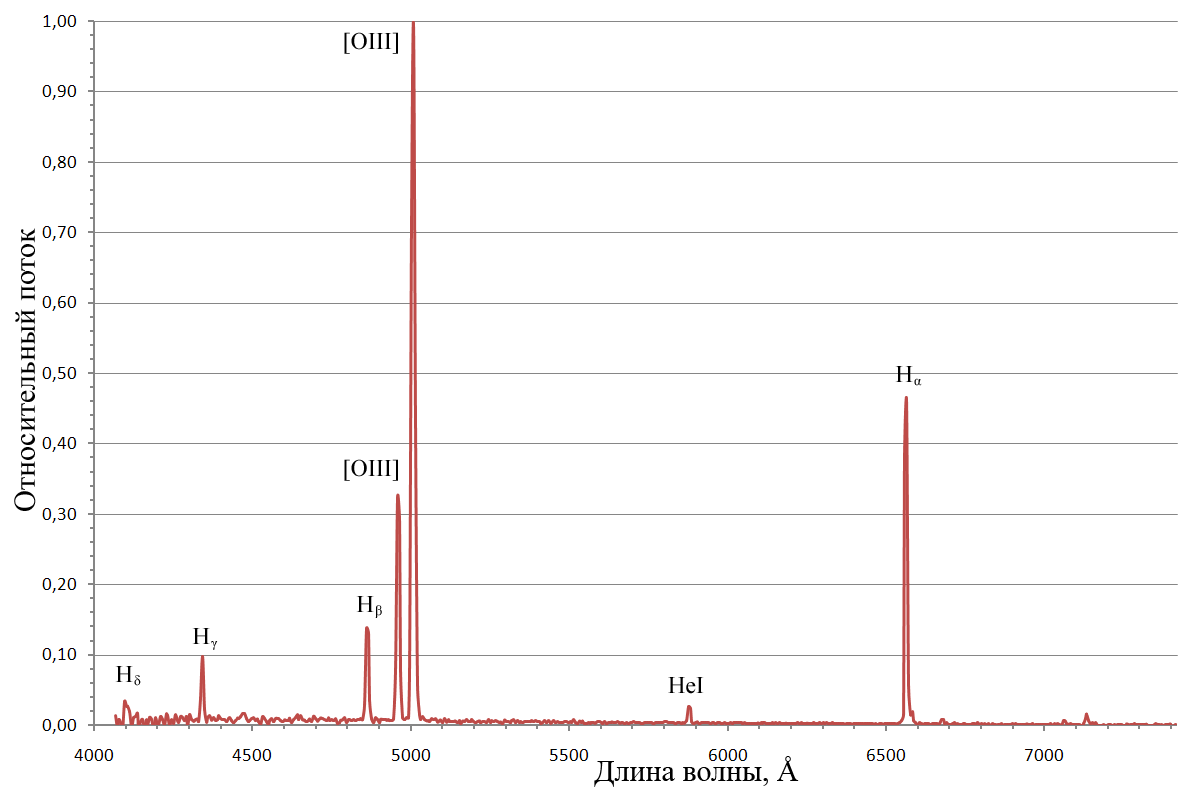
Спектр туманности в диапазоне 4067 — 7421 Å. В левой части спектра видны линии водорода (H_{δ}, 4102 Å, H_{γ}, 4341 Å и H_{β}, 4861 Å) и две запрещённые линии кислорода ([OIII], 4959 Å и [OIII], 5007 Å), в правой части — линия гелия (HeI, 5876 Å) и линия водорода (H_{α}, 6563 Å).

NGC 6826 (другие обозначения — Колдуэлл 15, PK 83+12.1) — планетарная туманность в созвездии Лебедь.
Этот объект входит в число перечисленных в оригинальной редакции «Нового общего каталога».
Во внешних диаметрально противоположных частях туманности видны две быстро движущиеся эмиссионные области с низкой ионизацией, выброшенные из центральной звезды.